# Dolany (Náchodi járás)
Dolany település Csehországban, Náchodi járásban. Dolany Vlčkovice v Podkrkonoší, Velký Třebešov, Říkov, Jaroměř, Heřmanice, Chvalkovice és Rychnovek településekkel határos. Lakosainak száma 714 fő (2024. január 1.).

## Népesség
A település lakosságának változását az alábbi diagram mutatja:
| Lakosok száma | 1275 | 1229 | 1058 | 692  | 716  | 631  | 675  | 659  | 661  | 714  |
|               | 1869 | 1890 | 1921 | 1950 | 1980 | 2001 | 2017 | 2019 | 2022 | 2024 |